# British Academy Film Awards 1994

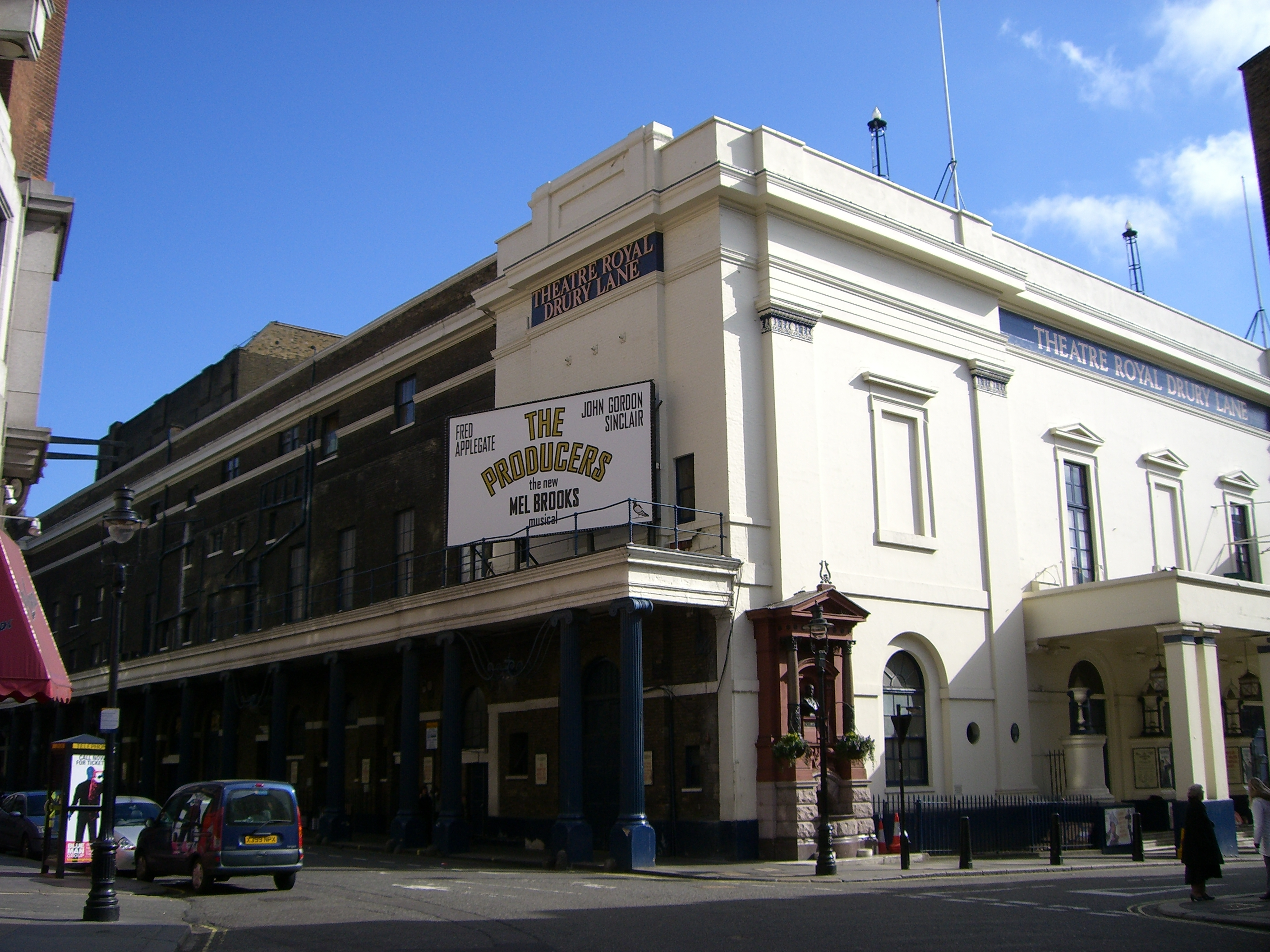
Royal Theatre Drury Lane, der Veranstaltungsort

Die 47. Verleihung der British Academy Film Awards fand am 24. April 1994 statt. Die Filmpreise der British Academy of Film and Television Arts (BAFTA) wurden in 20 Kategorien verliehen, hinzu kamen vier Spezial- bzw. Ehrenpreis-Kategorien. Die Verleihung zeichnete Filme des Jahres 1993 aus. Veranstaltungsort war das Theatre Royal Drury Lane in London.
| Film                                    | N  | A |
| --------------------------------------- | -- | - |
| Schindlers Liste                        | 13 | 7 |
| Das Piano                               | 10 | 3 |
| Shadowlands                             | 6  | 1 |
| Was vom Tage übrig blieb                | 6  | 0 |
| Auf der Flucht                          | 4  | 1 |
| Bram Stoker’s Dracula                   | 4  | 0 |
| Zeit der Unschuld                       | 4  | 1 |
| In the Line of Fire – Die zweite Chance | 3  | 0 |
| Aladdin                                 | 2  | 0 |
| Im Namen des Vaters                     | 2  | 0 |
| Jurassic Park                           | 2  | 1 |
| Orlando                                 | 2  | 1 |
| Schlaflos in Seattle                    | 2  | 0 |
| Tom & Viv                               | 2  | 0 |

## Preisträger und Nominierungen
Mit sieben Preisen bei 13 Nominierungen setzte sich Steven Spielbergs Schindlers Liste als großer Favorit des Abends durch. Auch Das Piano wurde mit drei Preisen bei zehn Nominierungen seiner Favoritenrolle gerecht. Verlierer des Abends war Was vom Tage übrig blieb, der bei sechs Nominierungen leer ausging.

### Bester Film
Schindlers Liste (Schindler’s List) – Steven Spielberg, Gerald R. Molen, Branko Lustig
Das Piano (The Piano) – Jan Chapman, Jane Campion
Shadowlands – Richard Attenborough, Brian Eastman
Was vom Tage übrig blieb (The Remains of the Day) – Ismail Merchant, Mike Nichols, John Calley, James Ivory

### Bester britischer Film
Shadowlands – Richard Attenborough, Brian Eastman
Nackt (Naked) – Simon Channing-Williams und Mike Leigh
Raining Stones – Sally Hibbin, Ken Loach
Tom & Viv – Marc Samuelson, Harvey Kass, Peter Samuelson, Brian Gilbert

### Beste Regie
Steven Spielberg – Schindlers Liste (Schindler’s List)
Richard Attenborough – Shadowlands
Jane Campion – Das Piano (The Piano)
James Ivory – Was vom Tage übrig blieb (The Remains of the Day)

### Bester Hauptdarsteller
Anthony Hopkins – Was vom Tage übrig blieb (The Remains of the Day)
Daniel Day-Lewis – Im Namen des Vaters (In the Name of the Father)
Anthony Hopkins – Shadowlands
Liam Neeson – Schindlers Liste (Schindler’s List)

### Beste Hauptdarstellerin
Holly Hunter – Das Piano (The Piano)
Miranda Richardson – Tom & Viv
Emma Thompson – Was vom Tage übrig blieb (The Remains of the Day)
Debra Winger – Shadowlands

### Bester Nebendarsteller
Ralph Fiennes – Schindlers Liste (Schindler’s List)
Tommy Lee Jones – Auf der Flucht (The Fugitive)
Ben Kingsley – Schindlers Liste (Schindler’s List)
John Malkovich – In the Line of Fire – Die zweite Chance (In the Line of Fire)

### Beste Nebendarstellerin
Miriam Margolyes – Zeit der Unschuld (The Age of Innocence)
Holly Hunter – Die Firma (The Firm)
Winona Ryder – Zeit der Unschuld (The Age of Innocence)
Maggie Smith – Der geheime Garten (The Secret Garden)

### Bestes adaptiertes Drehbuch
Steven Zaillian – Schindlers Liste (Schindler’s List)
Bo Goldman – Der Duft der Frauen (Scent of a Woman)
Terry George, Jim Sheridan – Im Namen des Vaters (In the Name of the Father)
Ruth Prawer Jhabvala – Was vom Tage übrig blieb (The Remains of the Day)
William Nicholson – Shadowlands

### Bestes Original-Drehbuch
Harold Ramis, Danny Rubin – Und täglich grüßt das Murmeltier (Groundhog Day)
Jane Campion – Das Piano (The Piano)
Jeff Maguire – In the Line of Fire – Die zweite Chance (In the Line of Fire)
Jeff Arch, Nora Ephron, David S. Ward – Schlaflos in Seattle (Sleepless in Seattle)

### Beste Kamera
Janusz Kamiński – Schindlers Liste (Schindler’s List)
Michael Ballhaus – Zeit der Unschuld (The Age of Innocence)
Stuart Dryburgh – Das Piano (The Piano)
Tony Pierce-Roberts – Was vom Tage übrig blieb (The Remains of the Day)

### Bestes Szenenbild
Andrew McAlpine – Das Piano (The Piano)
Dante Ferretti – Zeit der Unschuld (The Age of Innocence)
Thomas E. Sanders – Bram Stoker’s Dracula (Dracula)
Allan Starski – Schindlers Liste (Schindler’s List)

### Beste Kostüme
Janet Patterson – Das Piano (The Piano)
Phyllis Dalton – Viel Lärm um nichts (Much Ado About Nothing)
Eiko Ishioka – Bram Stoker’s Dracula (Dracula)
Sandy Powell – Orlando
Anna B. Sheppard – Schindlers Liste (Schindler’s List)

### Beste Maske
Morag Ross – Orlando
Fred C. Blau, Fern Buchner, Kevin Haney, Katherine James – Die Addams Family in verrückter Tradition (Addams Family Values)
Michèle Burke, Greg Cannom, Matthew Mungle – Bram Stoker’s Dracula (Dracula)
Pauline Heys, Matthew Mungle, Waldemar Pokromski, Christina Smith – Schindlers Liste (Schindler’s List)

### Bester Schnitt
Michael Kahn – Schindlers Liste (Schindler’s List)
Don Brochu, David Finfer, Dean Goodhill, Dov Hoenig, Richard Nord, Dennis Virkler – Auf der Flucht (The Fugitive)
Anne V. Coates – In the Line of Fire – Die zweite Chance (In the Line of Fire)
Veronika Jenet – Das Piano (The Piano)

### Beste Filmmusik
John Williams – Schindlers Liste (Schindler’s List)
Alan Menken – Aladdin
Michael Nyman – Das Piano (The Piano)
Marc Shaiman – Schlaflos in Seattle (Sleepless in Seattle)

### Bester Ton
John Leveque, Michael Herbick, Donald O. Mitchell, Frank A. Montaño, Scott D. Smith, Bruce Stambler, Becky Sullivan – Auf der Flucht (The Fugitive)
Charles L. Campbell, Louis L. Edemann, Robert Jackson, Ron Judkins, Scott Millan, Andy Nelson, Steve Pederson – Schindlers Liste (Schindler’s List)
Gethin Creagh, Tony Johnson, Lee Smith – Das Piano (The Piano)
Richard Hymns, Ron Judkins, Shawn Murphy, Gary Rydstrom, Gary Summers – Jurassic Park

### Beste visuelle Effekte
Michael Lantieri, Dennis Muren, Phil Tippett, Stan Winston – Jurassic Park
Roy Arbogast, William Mesa – Auf der Flucht (The Fugitive)
Roman Coppola, Gary Gutierrez, Michael Lantieri, Gene Warren Jr. – Bram Stoker’s Dracula (Dracula)
Steve Goldberg, Don Paul – Aladdin

### Bester animierter Kurzfilm
Wallace & Gromit – Die Techno-Hose (The Wrong Trousers) – Christopher Moll, Nick Park
Bob’s Birthday – David Fine, Alison Snowden
Britannia – David Parker, Joanna Quinn
The Village – Mark Baker, Pam Dennis

### Bester Kurzfilm
Franz Kafka’s It’s a Wonderful Life – Peter Capaldi, Ruth Kenley-Letts
A Small Deposit – Paul Holmes, Eleanor Yule
One Night Stand – Bill Britten, Georgia Masters
Syrup – Anita Overland, Paul Unwin

### Bester nicht-englischsprachiger Film
Lebewohl, meine Konkubine (霸王別姬), Hongkong – Hsu Feng, Chen Kaige
Bittersüße Schokolade (Como agua para chocolate), Mexiko – Alfonso Arau
Ein Herz im Winter (Un cœur en hiver), Frankreich – Jean-Louis Livi, Philippe Carcassonne, Claude Sautet
Indochine, Frankreich – Eric Heumann, Régis Wargnier

## Ehren- und Spezialpreise

### Academy Fellowship
- Michael Grade – britischer Rundfunkdirektor

### Herausragender britischer Beitrag zum Kino (Michael Balcon Award)
(Outstanding British Contribution to Cinema)
- Ken Loach – Filmregisseur und Drehbuchautor (Kes, Raining Stones)

### Special Award
- Richard Attenborough – CBE, für seine 25-jährige Tätigkeit als Vizepräsident der Academy (1971–1994)[2]
- Kodak

### Special Award for Craft
- Phyllis Dalton – britische Kostümbildnerin

### Lloyds Bank People’s Vote For The Most Popular Film (Zuschauerpreis)
- Jurassic Park